# Élection

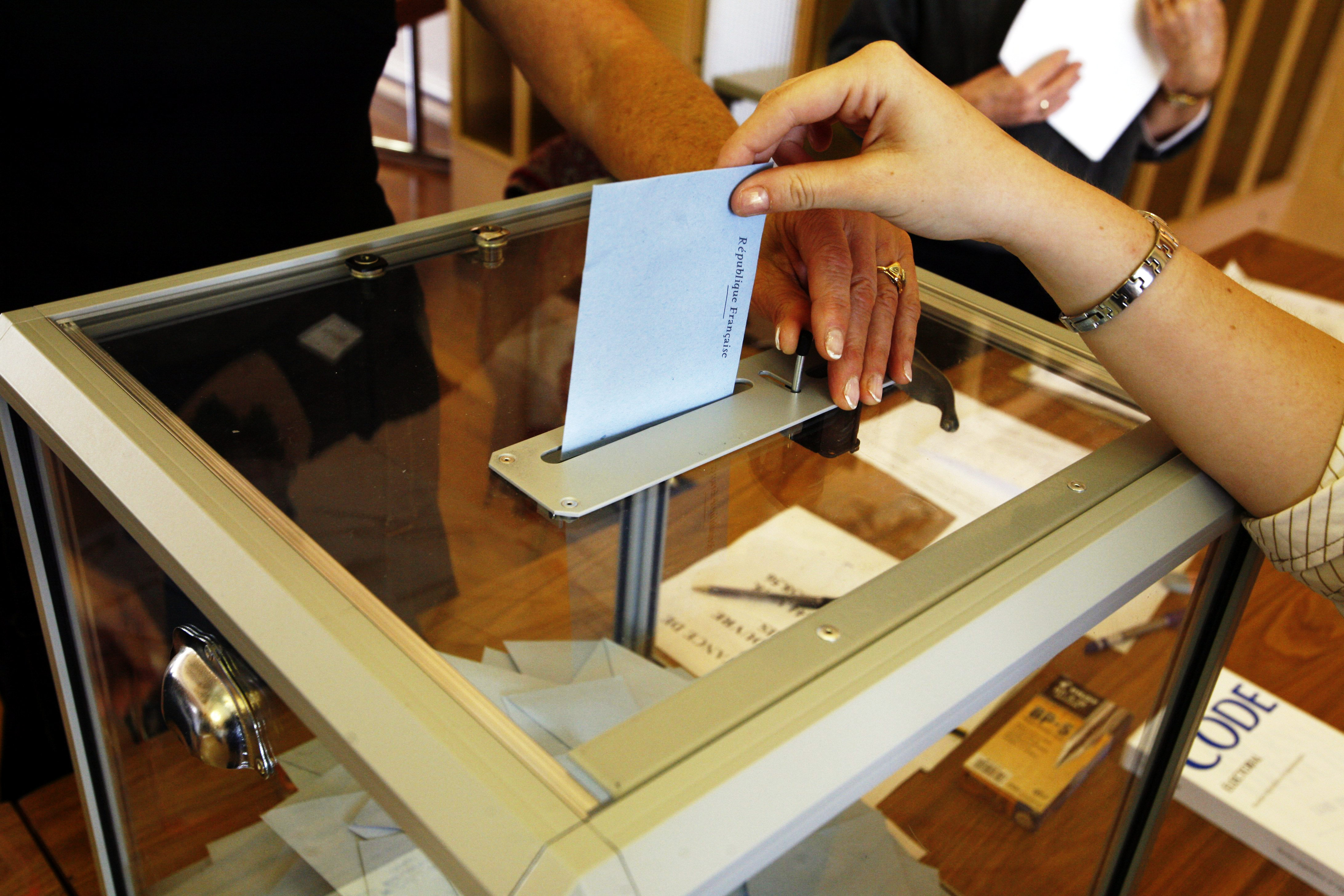
Une urne électorale lors de l'élection présidentielle française de 2007.

Pour les articles homonymes, voir Élection (homonymie).
L'élection est la désignation, par le vote d'électeurs, de représentants (une personne, un groupe, un parti politique) destinés à les représenter ou occuper une fonction en leur nom.
La population concernée transfère par le vote de sa majorité à des représentants ou mandants choisis, la légitimité requise pour exercer le pouvoir attribué (fonction censée être par ailleurs définie et orientée par le biais d'un programme politique).

## Étymologie
Le terme « Élection » provient du verbe latin «  eligere  » qui signifie (choisir) et du substantif latin « {electio} » qui signifie (choix).

## Histoire
Dans les cités de l'antiquité, l'élection est à l'origine un concept et une pratique aristocratiques ; le choix des membres du peuple pour l'exercice de la fonction de magistrat (de « commandeur ») s'effectue normalement par tirage au sort et non pas par vote ou élection.
Contrairement à une idée reçue en France (liée à la place de Révolution comme rupture radicale dans l'histoire politique), les pratiques électives prolifèrent en Occident tout au long du Moyen Âge et, dans une moindre mesure, à l'époque moderne. Elles ont une place très importante dans l'Église catholique, puisque les évêques sont traditionnellement élus « par le clergé et par le peuple » (en fait par les chanoines des églises cathédrales), les abbés par le chapitre monastique et les papes, à partir de la [réforme grégorienne], par les cardinaux. Les institutions municipales, les corporations, les assemblées représentatives de toutes sortes procèdent à des élections.
Alors que la légitimité monarchique — repose sur le droit divin — a largement supplanté la conception aristocratique républicaine, l'élection du souverain perdure cependant pour la désignation de l'empereur par les princes de Saint-Empire romain germanique.
Avec la contestation de la légitimité monarchique et particulièrement de celle de la monarchie absolue, le Siècle des Lumières et l'avènement du libéralisme sous ses multiples formes (philosophique, politique, économique, etc.) conduit à réintroduire et à retravailler le concept d'élection. Néanmoins, à l'époque révolutionnaire, l'élection, en tant que modalité de désignation des dirigeants politiques, n'est pas considérée comme démocratique par excellence. Ainsi, le tirage au sort y est encore envisagé comme une modalité crédible de désignation des gouvernants. Par ailleurs, certains des « grands fondateurs » des principaux régimes démocratiques-libéraux actuels considéraient les structures institutionnelles prévalant aujourd'hui encore dans ces régimes comme antinomiques d'un régime démocratique, dans la mesure où elles reposent sur l'idée de représentation (et donc sur l'élection). Ainsi, James Madison, l'un des Pères Fondateurs, pouvait écrire, à propos de la représentation, qu'elle permet « d'épurer et d'élargir l'esprit public par l'intermédiaire d'un corps choisi de citoyens dont la sagesse est le mieux à même de discerner le véritable intérêt du pays et dont le patriotisme et l'amour de la justice seront les mêmes susceptibles de sacrifier cet intérêt à des considérations éphémères et partiales ». En France, l'abbé Sieyès s'est notamment rendu célèbre pour ses discours enflammés contre la démocratie, et sa défense acharnée de la représentation, conçue comme un régime politique particulier, et non comme une variante de la démocratie. D'autres conceptions, appuyées notamment sur la pensée de Rousseau, défendent a contrario « la » démocratie, conçue comme la participation la plus directe du peuple aux affaires publiques. En France, ces conceptions demeurent à peu près les mêmes jusqu'à la Révolution de 1848, qui instaure le suffrage universel masculin, ce qui amène une évolution importante des conceptions intellectuelles du terme « démocratie », qui évolue vers sa conception actuellement dominante dans les sociétés occidentales, tout en restant extrêmement discutée. C'est la Troisième République qui, en ré-instituant le suffrage universel masculin, et en s'imposant dans la durée, finit par amener une synthèse entre la « Représentation », dont les institutions demeurent peu ou prou les mêmes que sous la Révolution, et la démocratie, considérée comme assurée par le suffrage universel masculin, et donc par amener l'association entre la notion d'élection et le régime démocratiques. Néanmoins, il reste d'usage, jusqu'à l'époque moderne, de parler de démocratie représentative, plutôt que de démocratie tout court, lorsque les institutions reposent sur le suffrage comme mode de désignations des dirigeants politiques. Ce qu'on appelle aujourd'hui la démocratie directe -l'expression étant discutée- correspond donc à la conception révolutionnaire du terme démocratie.
- Ainsi, la souveraineté nationale est pensée comme ne pouvant s'exercer que directement ou par le biais de représentants librement choisis, donc élus.
- Ainsi, à moins d'une démocratie directe, l'exercice de la démocratie se confond avec celui de la démocratie représentative.

## Institutions concernées
En France, l'élection est un mode de détermination répandu dans nombre d'organisations de toutes tailles :
- Politiques : municipalité (élections municipales), collectivités locales (élections régionales ou départementales), Parlement (élections sénatoriales, élections législatives), chef de l'État (par exemple, élection présidentielle), partis politiques (élections primaires), entités supra-nationales (élections européennes) ;
- Associations : assemblées générales, assemblées de copropriétaires ;
- Entreprises : conseil d'administration, assemblées d'actionnaires, représentants du personnel ;
- Syndicats et action syndicale : élections professionnelles ;
- Groupes de travail et groupes informels ;
- Églises : conclave réuni pour la désignation du pape, chapitre pour désigner l'abbé...etc.

Chaque fois que les choix offerts à un collectif de personnes reflètent une pluralité -sauf à admettre une préséance en vertu de la pensée unique ou de la loi du plus fort- la nécessité de trancher entre plusieurs options différentes voire divergentes pose la question des modalités de décision.

## Processus électoral moderne
D'ordinaire, dans les démocraties modernes, le processus électoral comprend un certain nombre de phases dont :
- la phase pré-électorale : le recensement et le découpage électoral ; le dépôt des candidatures en vue de l'élection ; la campagne électorale ;
- la phase électorale : les opérations et le déroulement du vote; le dépouillement du vote dans chaque bureau de vote
- la phase post-électorale : la centralisation des dépouillements des Bureaux de vote, la validation des données collectées et la proclamation des résultats

### Phase pré-électorale

#### Installation de l'organisme de gestion des élections
L'installation de l'organisme de gestion des élections est une étape très importante vers l'organisation des élections dans le pays où les autorités ne peuvent pas organiser les élections.
La plupart des pays qui sortent d'un conflit ont des organes de gestion des élections sous forme d'une commission électorale indépendante (CEI).

#### Élaboration du cadre juridique des élections
Le cadre juridique comprend habituellement quatre niveaux, à savoir : la constitution, les lois applicables, des règlements et des codes d'éthique. Ce cadre comprend en particulier les règles qui définissent les paramètres majeurs que sont l'établissement du découpage électoral et celui des listes électorales.

##### Qui peut voter?
Il s'agit de déterminer la source de la « compétence » et/ou de la « représentativité » des votants. Face à une pluralité de choix possibles, deux questions surgissent :
- Qui est « compétent » pour participer à la décision ?

Positivement, la compétence à participer peut découler d'un droit général et imprescriptible, ou résulter d'une compétence d'attribution ou résulter d'une compétence de délégation.
Négativement l'incompétence à participer peut résulter de l'état ou de la qualité d'une personne, en application d'un règlement ou d'un usage.
Cette question de la compétence détermine directement le droit d'inscription sur les listes électorales.
- Quelle représentativité et quel poids accorder à chacun des décideurs reconnus compétents ?

La règle la plus courante est : une personne = une voix ;
Mais des dispositions particulières peuvent prévoir que le nombre de voix détenu par un votant puisse varier et soit déterminé par un critère précis : Il peut s'agir par exemple des tantièmes détenus, du nombre d'actions détenues. Un double vote peut être prévu par les statuts pour tenir compte de l'ancienneté ou du statut patrimonial, professionnel, familial ou social.

##### Comment s'exprime le vote?
- Quelles sont les modalités d'expression du suffrage ?

Le suffrage peut être fait par tirage au sort, par acclamation, à main levée, par consensus, à bulletin secret, par procuration, etc.
- Quelles sont les modalités de détermination du résultat ?

Le principe de la règle de la majorité -souvent utilisé- peut connaitre diverses qualifications de la majorité : majorité simple, majorité relative, majorité absolue, majorité qualifiée, etc.
Une disposition peut prévoir qu'en cas de partage des voix, la voix du président soit prépondérante : Pour éviter le blocage, le vote du président est réputé faire basculer la décision. D'autres méthodes d'organisation des élections existent mais sont peu utilisées : scrutin à vote unique transférable, vote alternatif, Jugement Majoritaire, méthode Condorcet, méthode Borda, méthode de Coombs, etc.

##### Quel est l'objet du vote?
Il s'agit de choisir une personne parmi plusieurs : modalités de candidature, campagne électorale.

#### Inscription des électeurs, des candidats et des partis politiques
L'inscription des électeurs consiste à recenser tous les citoyens qui ont la qualité d'électeur, afin de dresser les listes électorales qui seront utilisées dans les bureaux de vote, le jour du scrutin.
La deuxième grande étape du processus électoral est celle de l'inscription des candidats. Cette étape est le plus souvent réglementée, par une loi électorale, qui fixe les obligatoires nécessaires pour devenir candidats, la durée des élections, etc.

#### Financement des partis politiques
Le financement des partis politiques est le financement octroyé par l'État ou l'électorat pour soutenir la campagne électorale des partis politiques. Il peut permettre de mettre les candidats et les partis politiques sur un pied d'égalité. Son utilisation est le plus souvent soumis aux règles de la comptabilité publique et chaque candidat ou parti politique doit en justifier l'utilisation.

#### Campagne d'éducation civique et électorale
Les campagnes d'éducations civiques et électorales se définissent comme un ensemble d'activités éducatives, de sensibilisation et d'information pour le processus électoral.
Elle s'adresse à tous les électeurs sur toute l'étendue du territoire national. Elle vise à motiver, à préparer l'électorat d'aller voter et à faire valoir sa voix de façon éclairée.

#### Campagne électorale
La campagne électorale est l'opération par laquelle les différents candidats présentent leurs programmes d'action afin de recueillir le plus grand nombre de voix et remporter éventuellement le scrutin.
La campagne électorale s'effectue principalement dans les médias.
- Compte tenu de l'importance de l'impact des moyens audio-visuels sur l'électorat, la question d'une répartition équilibrée du temps de parole au profit de chaque candidat est souvent posée . Certains pays - comme la France avec le CSA - voient une institution indépendante chargée de veiller à ce principe d'équité.
- Compte tenu du fait de l'inégalité potentielle des candidats en matière financière,
  - certains pays exigent que des comptes de campagne soient tenus et présentés à une autorité indépendante. Par ailleurs le montant de ces budgets peut être limité.
  - certains pays prévoient également l'octroi d'une dotation publique aux candidats selon des règles variables (dotation fixe ou variable ou semi-variable en fonction des résultats obtenus par chaque candidat)

### Phase électorale
La phase électorale soit la période durant laquelle se déroule le scrutin à savoir :
- l'exercice des prérogatives accordées à l'observation partisane et non partisane ;
- l'exercice du droit de vote proprement dit ;
- le dépouillement et l'affichage des premiers résultats dans les bureaux de vote.

### Phase post-électorale
- la phase post-électorale phase qui comprend la centralisation des résultats et la validation des données collectées ;
- le contentieux électoral (résolution des différends électoraux) qui dépend de la transparence du processus de vote ;
- l'annonce des résultats provisoires par l'organe de gestion des élections et la publication officielle des résultats.

#### Publication officielle des résultats
C'est avec la publication des résultats, que se termine le processus électoral proprement dit. En France, celle-ci est effectuée par la Haute Cour de justice et dans le Journal officiel de la République française.
Bien que peu de lois électorales les y obligent, les autorités électorales ont un avantage à publier un rapport complet de l'évènement électoral.
Ce rapport comprend les détails des résultats obtenus par les candidats dans tous les bureaux de vote, ainsi que le taux de vote de participation exacte dans chaque section de vote.

## Critiques et propositions de réforme

### Le vote: un droit ou une obligation?
Le vote peut être obligatoire dans certains pays et certaines circonstances. Quand il ne l'est pas, il est un droit et un devoir qui consiste à donner son avis en affirmant son soutien à un candidat (généralement en secret) en déposant un bulletin de vote dans l'urne électorale.

### Les non-inscrits et mal-inscrits
Quand le vote n'est pas obligatoire et l'inscription sur les listes pas automatique, une façon de ne pas voter est de refuser de s'inscrire sur les listes électorales, ou de ne pas actualiser son inscription en conservant un lieu de vote éloigné de celui de son domicile. Par exemple, d'après une estimation datant de 2017, seulement 94% des Français en âge de voter sont inscrits, et parmi eux 7,2 millions (15% des inscrits) sont mal-inscrits.

### Reconnaissance du vote blanc
Le vote blanc consiste à déposer dans l'urne une enveloppe vide ou comportant un bulletin blanc, dépourvu de tout nom de candidat, lors d'une élection. Ce vote se distingue de l'abstention (absence de vote) et du vote nul (non valable, lorsque le bulletin ou l'enveloppe n'est pas conforme aux normes prévues). En France, le décompte des votes blancs séparé des nuls est effectif depuis la loi du 21 février 2014, mais un mouvement politique et le Parti du Vote Blanc souhaitent aller plus loin et revendiquent que le vote blanc soit décompté comme suffrage exprimé.

### Impact de l'abstention et des non exprimés
Quand le vote n'est pas obligatoire, le phénomène de l'abstention additionné aux votes blancs et nuls ainsi qu'aux non et mal-inscriptions sur les listes électorales peut avoir un impact important dans la mesure où le vote exprimé peut apparaitre illégitime si le taux d'abstention est trop élevé : Dans cette hypothèse le vote n'est plus que l'expression d'une minorité. Par exemple, en France, pour l'élection présidentielle de 2022, on compte 51,26 millions de français en âge de voter, Emmanuel Macron n'est élu que par 36,63% de ces français en âge de voter, dont 5% ne sont pas inscrits sur les listes électorales.

### La durée du mandat électif
La question de la durée du mandat est régulièrement évoquée . D'un pays à l'autre les formules sont diverses : 4 ans, 5 ans (quinquennat), 7 ans (septennat)

### Interdiction ou limitation du cumul des mandats
Combien de mandats publics peut détenir un même élu ? La question reste controversée:
Les adversaires du cumul pointent l'impossibilité pratique pour une même personne de se consacrer totalement à un trop grand nombre d'engagements.
Ainsi les maires de grandes agglomération disposent-ils d'un temps résiduel suffisant pour s'engager dans d'autres services à la collectivité ?
Les partisans du cumul font valoir l'intérêt de la complémentarité entre certains mandats. Exemple sénateur et maire d'une petite agglomération.

### Limitation du nombre des mandats
Certains pays limitent le nombre de réélections de leurs présidents (États-Unis, Mexique, etc.).

### Découpage électoral inéquitable
(1er septembre 2024).
Toute population est amenée à évoluer dans le temps et dans l'espace, ce qui n'est pas sans conséquence à terme sur la validité d'un découpage électoral.
Celui-ci peut perdre son caractère équitable :
- lorsque le ratio « candidats élus / électeurs inscrits » varie significativement : certaines disparités sont remarquables notamment entre circonscriptions rurales (10 000 électeurs élisent un député) et urbaines (40 000 électeurs sont nécessaires pour ce même résultat) ;
- lorsque sont mélangés à dessein des populations contrastées en vue de relativiser une expression sociale au profit du autre (voir le département du Rhône, mélange composite de cantons ruraux et cantons urbains).

### Interdiction d'exercer des activités lucratives
- La réglementation ou la coutume peuvent fixer des limites à l'exercice simultané d'activité lucrative à titre personnel ou dans l'entourage proche de l'élu. Ces limites visent à empêcher les conflits d'intérêts et une trop grande proximité avec des intérêts particuliers.
- La publication du patrimoine personnel ou familial, ainsi que la mise sous tutelle — le temps du mandat — des avoirs financiers peuvent compléter les dispositions

### Désignation des candidats
En théorie la candidature est libre ou en tous cas se fait dans des conditions de stricte égalité pour tous. Sauf que certains candidats sont le représentant officiel d'un parti ou bénéficient de son soutien officieux. La procédure est souvent dénoncée comme étant le reflet de décisions prises à l'échelon central : Le phénomène des parachutages étant l'exemple caractéristique de telles décisions.
Certains proposent donc que les candidatures puissent donner lieu à débat et fassent l'objet d'un désignation ouverte et publique peu avant l'ouverture de la campagne officielle : Ainsi en France, le Parti socialiste a organisé deux élections primaires pour désigner son candidat à l'élection présidentielle.

### La faiblesse programmatique des candidatures
La nécessité pour le candidat de rassembler les suffrages conduit généralement celui-ci - en dehors de quelques mesures hautement symboliques - à confectionner un programme relativement consensuel.
L'autre argument mis souvent en avant serait que l'électeur vote non pas pour un programme mais vise à élire une personnalité.
Certains partisans de la « realpolitik » font cyniquement remarquer que « les promesses n'engagent que ceux qui les croient ».
D'autres pointent que le programme du candidat -souvent l'émanation d'une équipe centrale de campagne- n'est pas suffisamment proche de l'électeur de « base ». Et proposent que celui-ci puisse contribuer plus efficacement par le canal et les méthodes de la démocratie participative

### Mise en cause des techniques de communication
Pour l'Américain Noam Chomsky : « les élections sont conduites par l'industrie des relations publiques qui vantent les candidats à la manière des spots télés. Le but du marketing est de créer des consommateurs non informés faisant des choix irrationnels, infirmant ainsi l'existence de marchés que nous avons appris à révérer, ceux dans lesquels des consommateurs informés font des choix rationnels. Les mêmes techniques sont utilisées pour saper la démocratie. »

### Mise en cause des sondages
L'usage fréquent des sondages peut perturber l'opinion et créer chez les électeurs les plus indécis des mouvements d'adhésion ou de rejet fondés sur l'idée -fausse- que l'élection est jouée.
L'effet Band wagon — mot à mot « le wagon où se trouve l'orchestre » — laisse entendre qu'une fraction non négligeable des indécis est particulièrement sensible aux choix déjà effectués par d'autres et se décide en définitive en « volant au secours de la victoire ».
Certains codes électoraux réglementent plus ou moins strictement l'usage de sondages en période électorale, voire les interdisent dans la période précédant immédiatement le scrutin.

### Création de périodes défavorables
L'économiste William D. Nordhaus soutient que les élections créent des périodes d'attentisme voire d'instabilité économique. Et qu'en conséquence leur périodicité et leur calendrier doivent être ajustés pour minimiser ces inconvénients.

### Déni de l'emploi du système électoral en démocratie
Le politologue Bernard Manin tient l'élection pour un concept aristocratique, puisqu'il vise à désigner le « meilleur » (aristos).
D'autres, comme Robert Alan Dahl, professeur émérite de science politique à l'Université Yale, considèrent que pour éviter des dérives comme le carriérisme politique, la démocratie peut (et même doit) fonctionner sans élection, uniquement ou en partie par sortition (tirage au sort des représentants) ou par décision du peuple entier (référendum…).

### Outils de recherche
- Tous les articles commençant par « élection »
- Toutes les pages avec « élection » dans le titre